# Norfolk Cemetery
Norfolk Cemetery is een Britse militaire begraafplaats met gesneuvelden uit de Eerste Wereldoorlog, gelegen in de Franse gemeente Bécordel-Bécourt (departement Somme). De  begraafplaats werd ontworpen door Herbert Baker en ligt aan de Rue du Château op 1.100 m ten noordoosten van het dorpscentrum (Église Saint Vaast). Ze heeft een langwerpig rechthoekig grondplan met een oppervlakte van 2.539 m² en wordt omsloten door een bakstenen muur. Aan de straatzijde bevindt zich de toegang bestaande uit een metalen hekje tussen witte stenen zuiltjes. Centraal tegen de oostelijke muur staat het Cross of Sacrifice. Aan de smalle noordelijke zijde staat een vierkantig schuilhuisje onder een plat stenen dak en met een rondboog-vormige ingang. 
Op de begraafplaats liggen 549 doden waaronder 224 niet geïdentificeerde. Ze wordt onderhouden door de Commonwealth War Graves Commission.

## Geschiedenis
De begraafplaats werd in augustus 1915 in gebruik genomen door de 1st Norfolks en verder door andere eenheden (waaronder de 8th Norfolks) gebruikt tot augustus 1916. Na de wapenstilstand werd ze bijna tweemaal zo groot toen er graven vanuit de slagvelden in de buurt werden aangevoerd. 
Onder de geïdentificeerde slachtoffers zijn er 317 Britten, 6 Australiërs, 1 Canadees en 1 Indiër.

## Graven

### Onderscheiden militairen
- Stewart Walter Loudoun-Shand, majoor bij het Yorkshire Regiment werd onderscheiden met het Victoria Cross (VC).
- Colmer William Donald Lynch, luitenant-kolonel bij de King's Own Yorkshire Light Infantry werd onderscheiden met de Distinguished Service Order (DSO).
- Andrew Lees Fenwick, sergeant bij de Somerset Light Infantry werd onderscheiden met de Distinguished Conduct Medal (DCM).
- de korporaals Daniel McCarthy (Royal Garrison Artillery) en George Prout (Somerset Light Infantry) en kanonnier J Stewart (Royal Garrison Artillery) werden onderscheiden met de Military Medal (MM).

### Minderjarige militairen
- de soldaten John Edward Hart (East Yorkshire Regiment) en Isaac Albert Laud (Norfolk Regiment) waren 16 jaar toen ze sneuvelden.
- de soldaten Edward Baker (East Surrey Regiment), Ernest Alfred Goss (The Queen's (Royal West Surrey Regiment)), David Robertson (Gordon Highlanders) en Colin Victor Stapley (Border Regiment) waren 17 jaar toen ze sneuvelden.

### Alias
- soldaat David Curtis Richards diende onder het alias E. Curtis bij het Royal Berkshire Regiment.

### Gefusilleerde militairen
- de soldaten John Jennings en Griffiths Lewis, beide dienend bij het South Lancashire Regiment werden wegens desertie op 26 juni 1916 gefusilleerd.[1]